# Aachener Lackschildmövchen
| Aachener Lackschildmövchen                  | Aachener Lackschildmövchen                 |
| ELRT-Nr. 0705                               | ELRT-Nr. 0705                              |
| ------------------------------------------- | ------------------------------------------ |
| Rassengruppe                                | Mövchentauben                              |
| Standardbestimmend im Europäischen Verband: | VDT im Bund Deutscher Rassegeflügelzüchter |
| Liste von Haustaubenrassen                  |                                            |

Der Aachener Lackschildmövchen ist eine Haustaubenrasse und gehört zur Gruppe der Mövchentauben. Die Rasse ist seit Mitte des 18. Jahrhunderts bekannt. Die Tauben dieser Rasse wurden in der Aachener Gegend und im übrigen Rheinland erzüchtet.

## Belege
1. ↑  Geschichte der Mövchentauben (Memento vom 16. August 2013 im Internet Archive), aufgerufen am 22. Mai 2012
2. ↑  Aachener Lackschildmövchen (Memento vom 4. März 2016 im Internet Archive), aufgerufen am 22. Mai 2012